# Angleški rog
Angleški rog je pihalo (aerofon), ki spada v družino oboj. Ima dvojni trsni jeziček z ustnikom. Pri angleškem rogu je ustnik za razliko od oboe v kovinski cevi, odmevnik pa je hruškaste oblike. Glasbilo je iz trdega lesa, trstni jeziček pa iz bambusa.
Izraz cor anglais je francosko ime za angleški rog, vendar glasbilo ni niti iz Anglije, niti iz družine rogov, med katere spadajo francoski rog, naravni rog, poštni rog idr. Glasbilo je nastalo v Šleziji okoli leta 1720, ko so izdelovalci glasbil iz družine Weigel iz Wroclava namestili hruškast odmevnik na zavito telo tipa oboe da caccia.
Prvi znani orkestralni part prav za to glasbilo je dunajska verzija opere Ezio Niccola Jommellija iz 1749, v kateri je dobilo italijansko ime corno inglese. Gluck in Haydn sta sledila temu leta 1750, prvi koncerti za angleški rog pa so bili napisani v 1770-ih. Ironično so glasbilo z imenom cor anglais v Franciji začeli uporabljati šele okrog leta 1800, v Angliji pa v 1830-ih letih.